# 布勞蒂費里碼頭站
布勞蒂費里碼頭站（英語：Broughty Ferry Pier railway station）是一個位於蘇格蘭鄧迪布勞蒂費里的鐵路站，在1848至1887年間提供服務。

## 歷史
車站在1848年由丹地和阿布羅斯鐵路啟用，位於布勞蒂城堡附近。泰鐵路橋落成後，車站在1878年6月1日關閉，但鐵路橋的倒閉使車站在1880年重新，至1887年才正式關閉。
| 前一站     | 路線               | 下一站       |
| ---------- | ------------------ | ------------ |
| 莫尼菲斯站 | 丹地和阿布羅斯鐵路 | 布勞蒂費里站 |